# Claudio López Bru
Claudio López Bru, también conocido por su título nobiliario de marqués de Comillas (Barcelona, 14 de mayo de 1853-Madrid, 18 de abril de 1925), fue un empresario y filántropo español. Líder católico y tradicionalista, promovió medidas sociales en favor de los trabajadores, a la vez que encabezó la lucha contra el sindicalismo revolucionario, tanto mediante medidas judiciales, como mediante la promoción de milicias armadas para defenderse de los atentados comunistas.
Comillas patrocinó el viaje de Antonio Gaudí a Tánger y Tetuán en 1892, donde el arquitecto se inspiró en el franciscano José María Lerchundi para diseñar un complejo para las Misiones Católicas en Tánger. El proyecto nunca se realizó, pero fue una fuente de inspiración para el proyecto de toda la vida de Gaudí: la Sagrada Familia.

## Biografía

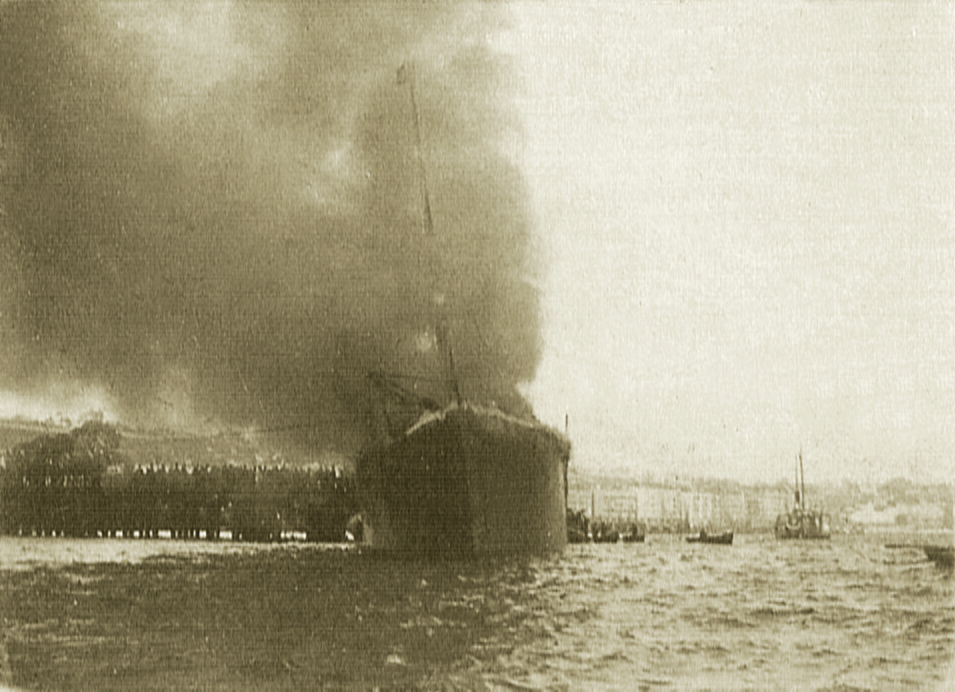
Cabo Machichaco en el muelle de Santander.

Su nombre completo era Claudio Segundo Bonifacio Antonio López del Piélago y Bru. Nació en Barcelona el 14 de mayo de 1853, siendo el cuarto hijo de Antonio López y López  —fundador y propietario de la Compañía Transatlántica Española y de la Compañía General de Tabacos de Filipinas— y de la catalana Luisa Bru Lassús.
Licenciado en Derecho por la Universidad de Barcelona. En 1883, tras la muerte de su padre, heredó el título de "Marqués de Comillas".  
Heredó de su padre, fallecido el 16 de enero de 1883, el título de marqués y la Grandeza de España, así como una cuantiosa fortuna.

### Matrimonio
En 1881 contrajo matrimonio con María Gayón Barrie, que contaba de 17 años. No tuvo descendencia.

## Empresario
Con apenas treinta años, dirigió todas las empresas que su padre había fundado, entre las que destacan la Compañía General de Tabacos de Filipinas y Ferrocarriles del Norte. En los años siguientes, el propio López Bru ampliaría el patrimonio paterno con la compañía carbonera Hullera Española, , cuyas explotaciones se ubicaban en los concejos de Mieres, Lena y Aller (Asturias); la Banca López Bru, la Constructora Naval y el Banco Vitalicio(Compañía de Seguros).

## Benefactor

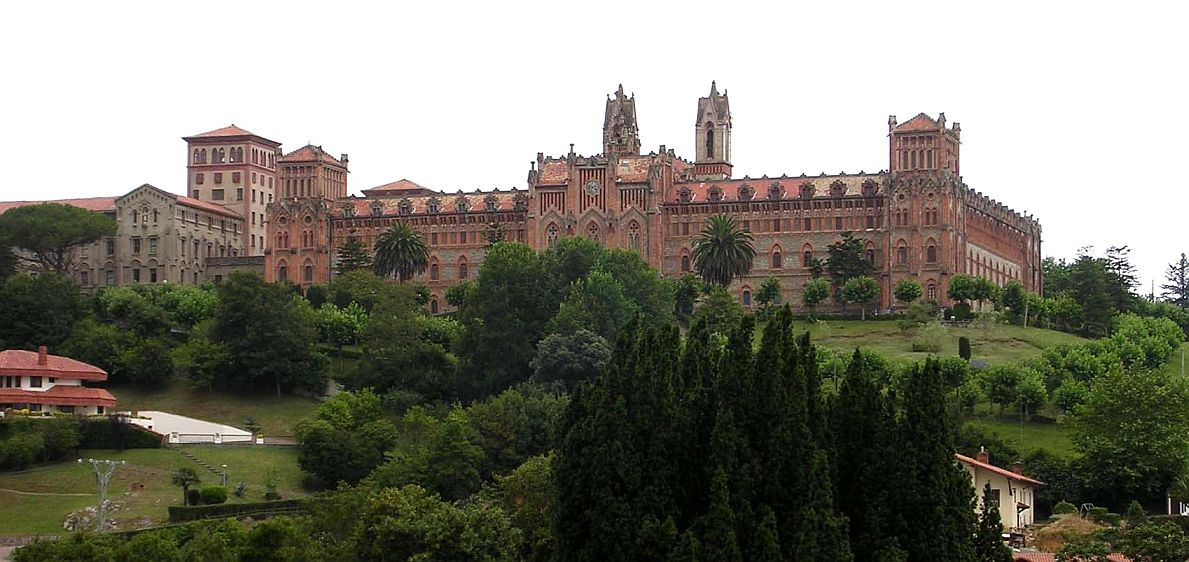
Vista parcial del complejo en el que se aprecia el Seminario Mayor de la antigua Universidad de Comillas.

Desde la muerte de su padre, fue el promotor del Seminario Promovió el Seminario Pontificio de Comillas (Cantabria), financiado por su padre. El primer edificio se inauguró el 16 de diciembre de 1890 por León XIII y posteriormente convertido en Universidad Pontificia, por medio del Decreto vaticano "Praeclaris honoris argumentas", de la Sagrada Congregación de Estudios, de 19 de marzo de 1904, aprobado por Pío X,  se convirtió en la Universidad Pontificia de Comillas.  Fue un centro académico sobresaliente por la majestuosidad de la sede y la excelencia que alcanzó al poco tiempo en las área en que impartía títulos: Filosofía, Derecho Canónico y Teología.
En el campo del periodismo, en 1900 financió el diario católico dinástico El Universo, dirigido por Juan Manuel Ortí y Lara y posteriormente por Rufino Blanco Sánchez.
Durante la crisis de la Restauración, período en el que España estuvo sumida en una situación de continuas convulsiones sociales, y asustando de los acontecimientos de la Revolución Rusa, abrazó un camino de radicalización y financió la formación de milicias armadas contra la revolución percibida de signo anticristiano.
El 20 de abril de 1925 en El Siglo Futuro, se publicó un artículo necrológico donde llama al difunto marqués de Comillas «el limosnero mayor de España en el pasado y en el presente siglo». Era abundante el capital que anualmente destinaba al socorro privado. 
Cuando en 1893, explotó en Santander el buque a vapor Cabo Machichaco destruyendo el puerto y segando la vida de 500 personas, aun no siendo el barco siniestrado de su propiedad, se sintió llamado a ejercer socorro, acudiendo de inmediato al lugar de la tragedia y de su cuenta fletó un tren desde Barcelona con médicos y bomberos para aliviar la desolación; después de consolar a los heridos, pasados unos días, abandonó la ciudad sin aceptar recompensa ni homenaje, alegando que le correspondía hacerlo para cumplir como cristiano y como montañés.
También fue el promotor de unas Misiones Católicas Franciscanas de Tánger proyectadas por Antoni Gaudí, que finalmente no se llevaron a cabo.
Después de esta acción, López Bru rechazó sistemáticamente cualquier intento de las autoridades de honrarlo y recompensarlo, afirmando simplemente que había cumplido simplemente con su deber como cristiano.
Actuó de forma similar tras el terremoto de Messina de 1908, que devastó esta ciudad italiana y causó decenas de miles de muertos. López Bru transformó su barco, el "Cataluña", uno de sus buques de la CTE, en hospital y lo envió de inmediato al lugar.
El proceso de beatificación se inició en 1945. Su causa se abrió formalmente el 22 de diciembre de 1947, otorgándole el título de Siervo de Dios.

## Relaciones laborales
Católico, estaba decidido, según Frances Lannon, escritor sobre el mundo católico español, a «mantener a sus empleados piadosos y alejados de los sindicatos radicales».  Ejercía una influencia dominante en el Consejo Nacional de Corporaciones Obreras Católicas (CNCCO), una especie de rama industrial de Acción Católica. Reaccionario, fue criticado por el sacerdote asturiano Maximiliano Arboleya Martínez, quien comentó: «A los trabajadores de nuestros Círculos se les habla de religión, de moral, de resignación, de sus obligaciones; casi nunca se les habla de las injusticias, de las obligaciones de los capitalistas».
López Bru fue una figura clave en la definición de la política católica sobre relaciones laborales. Bajo su influencia, en 1894 se creó una sección obrera de Acción Católica, seguida en 1919 por una de mujeres y en 1924 por una juvenil. Estaban firmemente bajo el control jerárquico y magnatal, «asociaciones de líderes con pocos seguidores».
Las efloraciones más características de Acción Católica en esta época fueron palabras y gestos más que organizaciones con propósito; congresos y procesiones más que florecientes asociaciones obreras.  López Bru financió espectaculares peregrinaciones de obreros a santuarios en España y el extranjero. E, impresionado por el sindicato católico de ferroviarios, liderado por Agustín Ruiz, y su actuación en la oposición a la huelga ferroviaria de julio de 1916 y la huelga general de agosto de 1917, se esforzó por crear una red complementaria de sindicatos mineros católicos, especialmente en las minas militantes asturianas, donde él mismo poseía minas.
López Bru también influyó en la iniciativa de Acción Social Popular (ASP), fundada por el sacerdote jesuita Gabriel Palau en 1907 en Barcelona. Palau quería convertir Barcelona en el centro de una red nacional de iniciativas sociales católicas. Atrajo a católicos burgueses, y sus necesidades financieras fueron satisfechas en gran medida por el Marqués de Comillas. Los sindicatos que se asociaron con la ASP se denominaron Sindicatos Profesionales. «Un estudio reciente ha puesto de relieve su paternalismo: según los cálculos más generosos, nunca representaron más del 2% de la mano de obra barcelonesa. Pronto se ganaron la reputación de "rompehuelgas". López Bru se opuso a los Sindicatos Libres de Pedro Gerard, un dominico convencido de que los trabajadores debían recibir salarios adecuados, por derecho propio, no meros salarios de subsistencia. Sus Sindicatos Libres se opusieron a la huelga general de 1917 junto con sus homólogos confesionales, pero el conservadurismo extremo de López Bru todavía encontraba a Gerard antipático y: "uno cuyas ideas, si se ponían en práctica, costarían a los capitalistas como el Marqués de Comillas mucho más en salarios más altos de lo que pagaban en subvenciones sindicales y peregrinaciones masivas".

## Guerra hispano-estadounidense

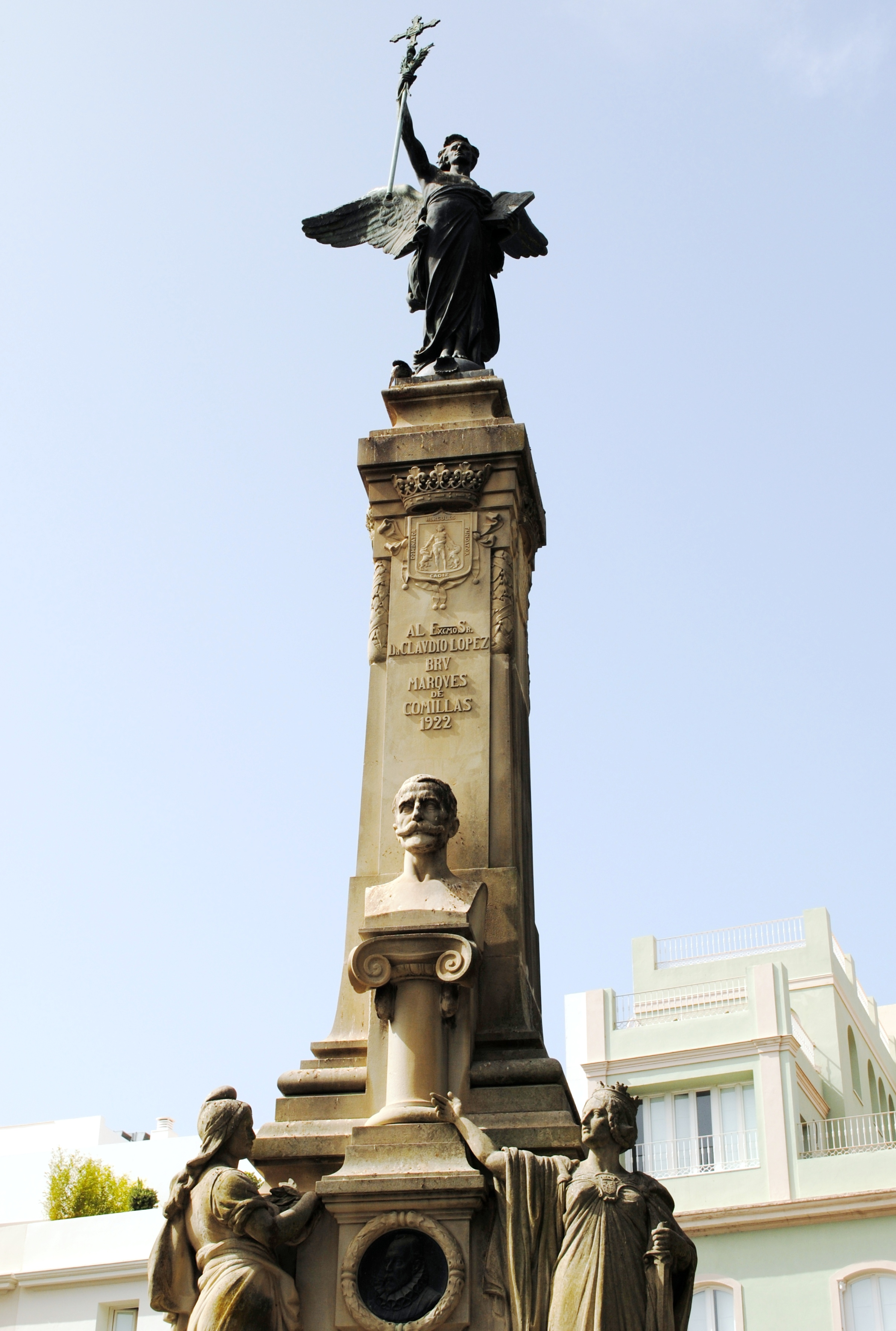
A López Bru, en Cádiz.

Destacó por su patriotismo, especialmente durante la guerra hispano-estadounidense de 1898. Siendo presidente de la Compañía Transatlántica Española, dirigió al capitán del buque "Antonio López" el día de su salida de Cádiz hacia San Juan, un telegrama que decía:

Es preciso que haga usted llegar el cargamento a Puerto Rico aunque se pierda el barco.

El buque encalló en Ensenada Honda, Puerto Rico, perseguido por el U.S.S. Yosemite (1892), navío estadounidense, el 28 de junio de 1898. El valioso cargamento militar que transportaba el buque pudo ser rescatado más tarde. Veintiún buques dedicó la Compañía Transtlántica a soportar a España durante la guerra; siete de ellos en Filipinas y 14 en el Mar Caribe. López Bru López Bru los enviaba a conciencia del riesgo que corrían. Sus marineros civiles rivalizaban en arrojo y pericia con los marinos del almirante Cervera. Bastantes de sus unidades rompieron el bloqueo de la poderosa escuadra estadounidense y una sola destruyeron los cañones enemigos.